# Naucoroidea
Super-famille
Les Naucoroidea sont une super-famille d'insectes hémiptères hétéroptères (punaises) nepomorphes.

## Description
Il s'agit de punaises aquatiques, nageant sur le ventre, au corps aplati, modérément convexe, ovale à presque rond, sans ocelles, sans processus respiratoires à l'apex de l'abdomen. La tête et le pronotum ne sont pas fusionnés. Les pattes antérieures sont ravisseuses, à fémurs épaissis. 

## Répartition et habitat
Elles sont de répartition cosmopolite. Elles vivent dans les mares et les lacs, parfois les cours d'eau lents. 

## Biologie
Ces punaises sont prédatrices, et se nourrissent de divers invertébrés, des larves de libellules, des mollusques, des corixidae, des larves de diptères (moustiques et autres). 

## Systématique
Les Naucoroidea comprennent trois familles existantes, les Naucoridae, ainsi que les Aphelocheiridae et les Potamocoridae. Toutefois, la systématique reste discutée. Certains auteurs ont considéré les deux dernières familles comme appartenant à une super-famille séparée, les Aphelocheiroidea. D'autres considèrent ces deux familles comme des sous-familles au sein des Naucoridae, les Aphelocheirinae et les Potamocorinae. 
Les Naucoroidea comprennent également deux familles fossiles, les †Leptaphelocheiridae et les †Triassocoridae dont les plus anciens représentants remontent à l'Anisien (Aegéen, Trias moyen), entre -247 et -242 millions d'années. 

### Liste des familles
Selon ITIS (2 avril 2022) :
- famille Aphelocheiridae Fieber, 1851
- famille Naucoridae Leach, 1815
- famille Potamocoridae Usinger, 1941

Familles fossiles, selon BioLib (2 avril 2022) :
- famille †Leptaphelocheiridae Polhemus, 2000
- famille †Triassocoridae Tillyard, 1922
- genre †Canteronecta Mazzoni, 1985

## Galerie

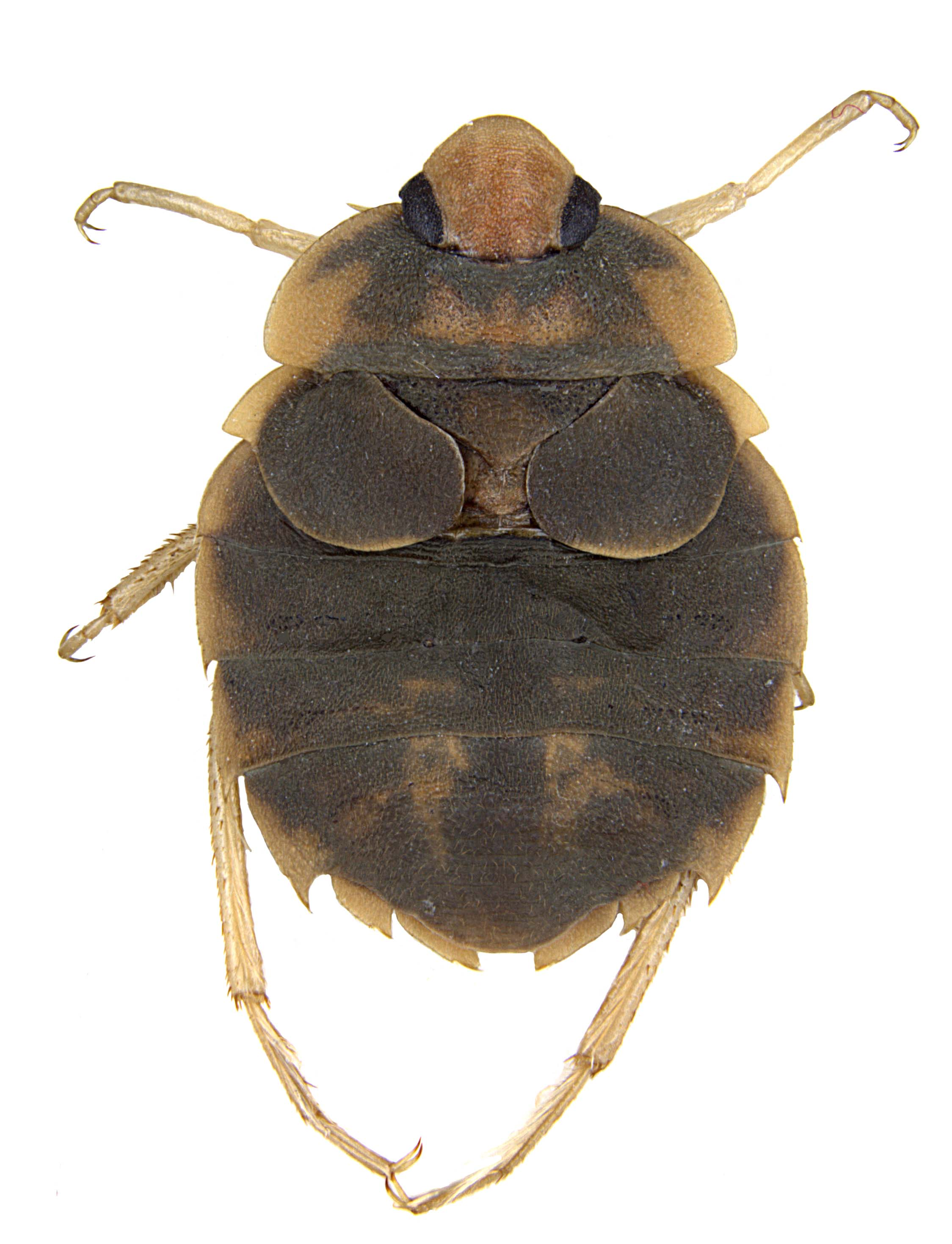
Aphelocheiridae : Aphelocheirus aestivalis.
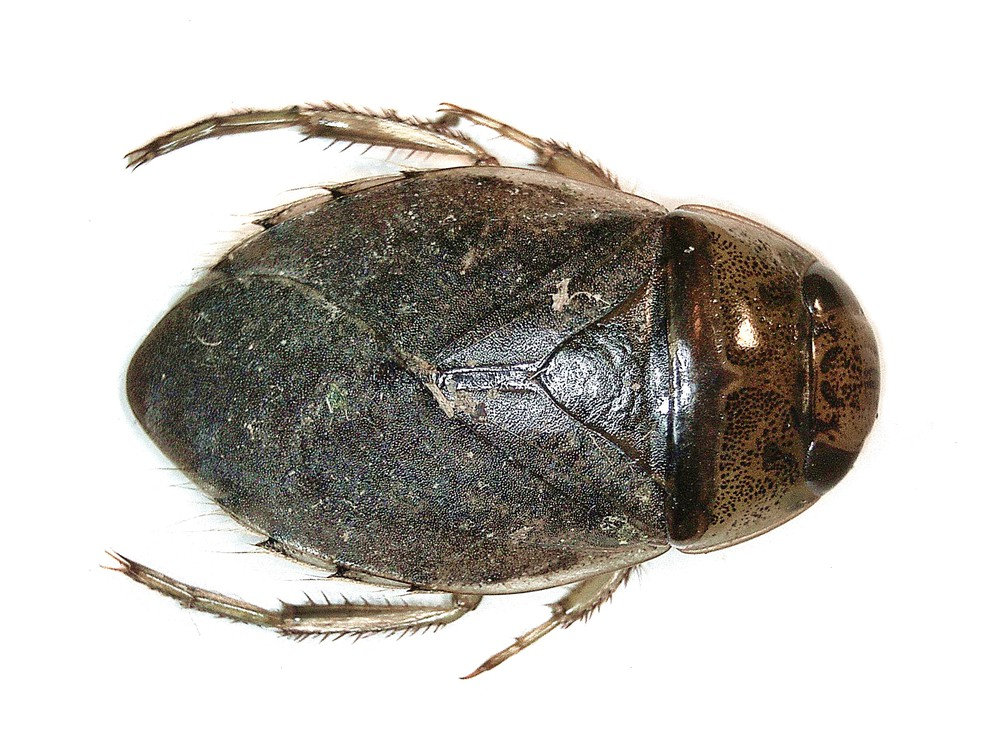
Naucoridae : Ilyocoris cimicoides, Pays-Bas.
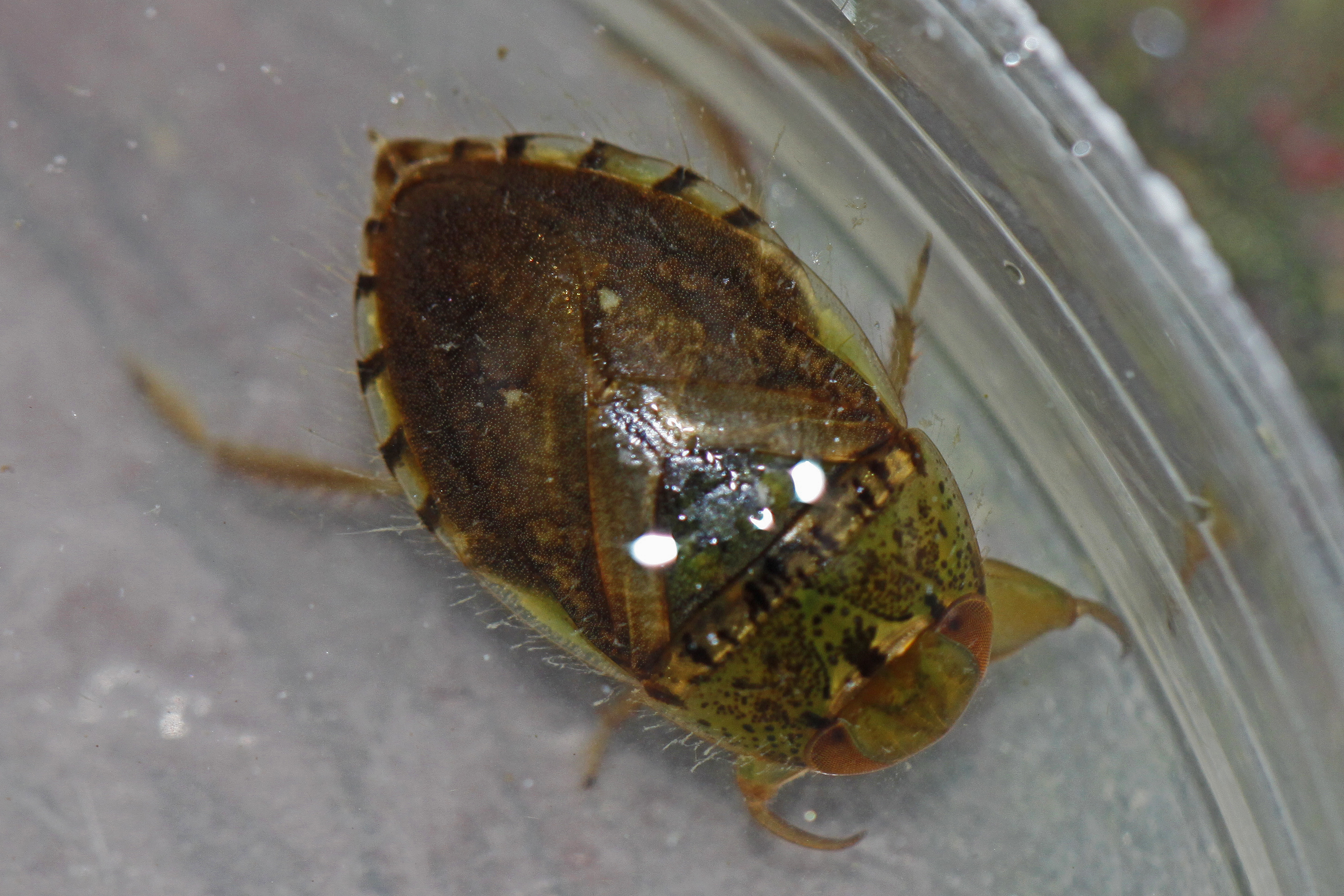
Naucoridae : Pelocoris femoratus, Maryland (États-Unis).
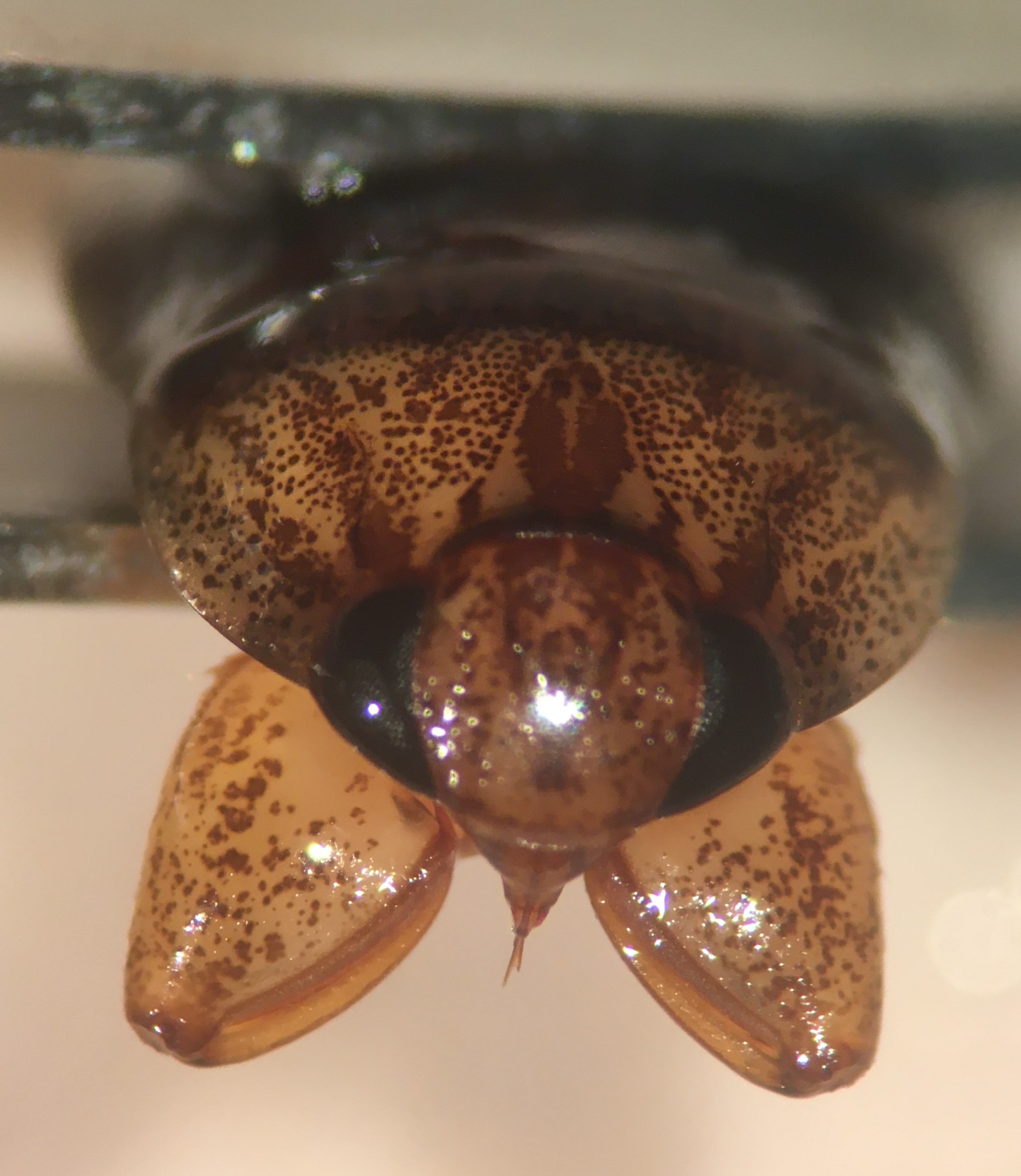
Pelocoris balius, vue montrant les pattes antérieures ravisseuses repliées.
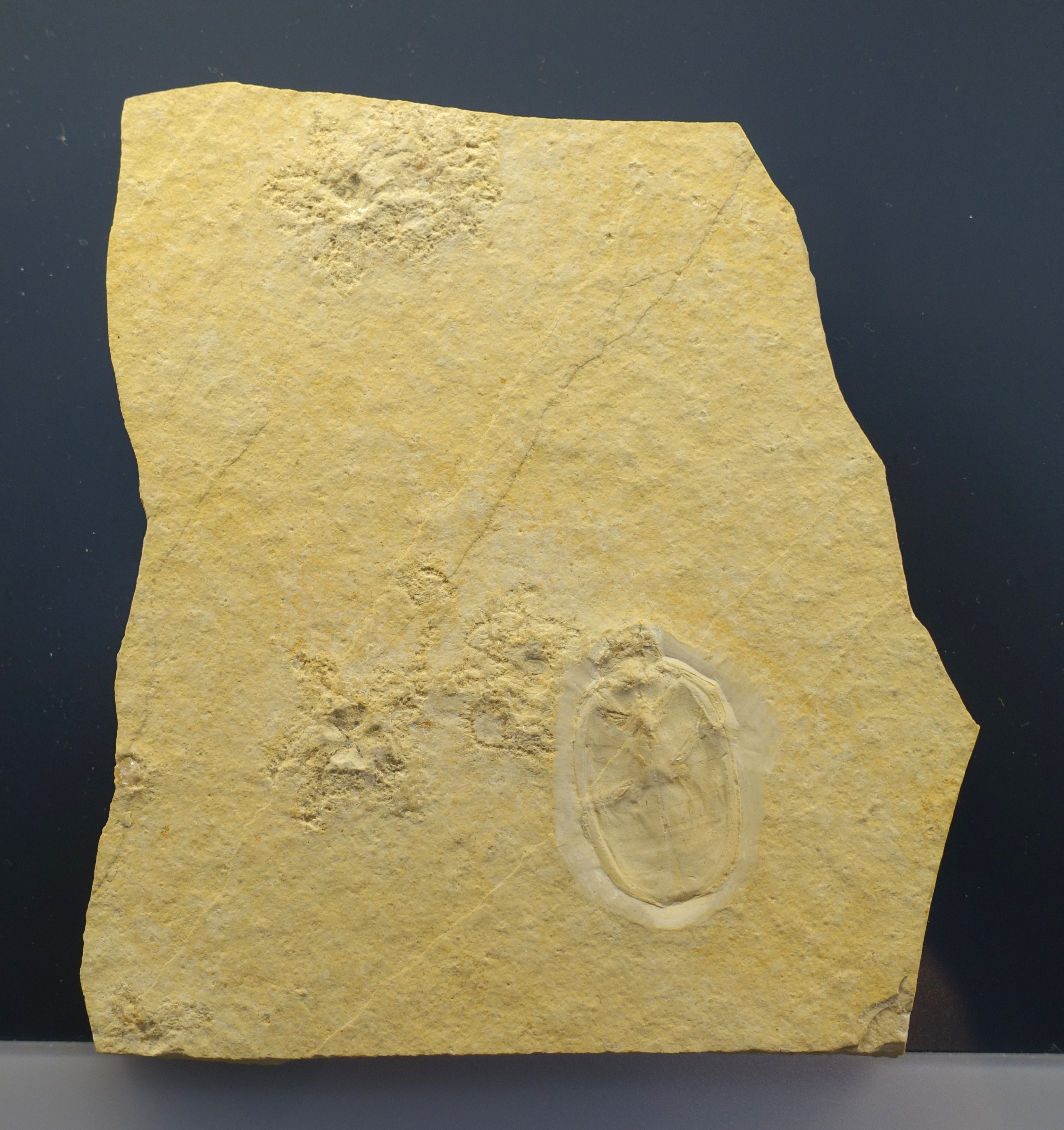
† Palaeoheteroptera lapidaria, considérés comme une Naucoris, du Tithonien (env. -150 Ma).